# دراژمیروواتس
دراژمیروواتس (به صربی: Dražmirovac) یک روستا در صربستان است که در ناحیه پوموراولیه واقع شده‌است.
 دراژمیروواتس  ۴۳۸ نفر جمعیت دارد.